# Clastodermataceae
Clastodermataceae — родина міксоміцетових амебозоїв порядку Echinosteliales. Містить три види у двох родах (Barbeyella та Clastoderma).